# 小堀憲
小堀 憲（こぼり あきら 1904年9月10日 - 1992年12月8日）は、日本の数学者、科学史家、教育者。専門分野は複素解析学。

## 経歴
1904年（明治37年）、福井県三方町に生まれる。1929年（昭和4年）に京都帝国大学理学部数学科を卒業後、同大理学部副手講師、新潟高等学校 (旧制)教授、第三高等学校 (旧制)教授を務めた後、1945年（昭和20年）京都大学助教授、1949年（昭和24年）同大教授に就任。
1956年（昭和31年）イタリアのフィレンツェで開催された第8回国際科学史会議に日本代表として出席。1967年（昭和42年）京都府立大学学長、1971年（昭和46年）京都産業大学教授、後に同大副総長。

## 栄典
- 1934年（昭和9年）9月15日 - 従七位[4]
- 1936年（昭和11年）11月16日 - 正七位[5]
- 1939年（昭和14年）3月15日 - 従六位[6]
- 1973年（昭和48年）レジオンドヌール勲章（シュヴァリエ）[7]
- 1975年（昭和50年）4月29日 - 勲二等瑞宝章[8]
- 1992年（平成4年）12月8日 - 従三位[9]

## 主な著作
- 『数学史鈔 再版』秋田屋、1947年。NDLJP:1156808。
- 『アンリ・ポアンカレ』創元社〈学術叢刊 4〉、1948年。NDLJP:2986471。
- 『數學入門』創元社、1949年。 NCID BN13965286。
- 『算法の歴史』ルネ・タトン（英語版）著、小堀憲 訳、白水社〈文庫クセジュ 15〉、1951年。NDLJP:2421378。
- 『数学通論 改訂版』大明堂、1954年。NDLJP:2421694。
- 『数学史』朝倉書店〈科学・技術史全書〉、1956年。NDLJP:1375338。
- 『十八世紀の自然科学』恒星社厚生閣、1957年。NDLJP:2421830。
- 『暗算』ルネ・タトン著、小堀憲 訳、白水社〈文庫クセジュ〉、1960年。NDLJP:1377828。
- 『微分方程式演習』朝倉書店〈朝倉数学講座 10〉、1962年。NDLJP:1379314。
- 『大数学者』新潮社〈新潮選書〉、1968年。NDLJP:12608863。
- 『微分積分学要論』コーシー著、小堀憲 訳・解説、共立出版〈現代数学の系譜 1〉、1969年。NDLJP:12622342。
- 『物語数学史』新潮社〈新潮選書〉、1984年。NDLJP:12608050。